# 칼라시니코프 콘체른

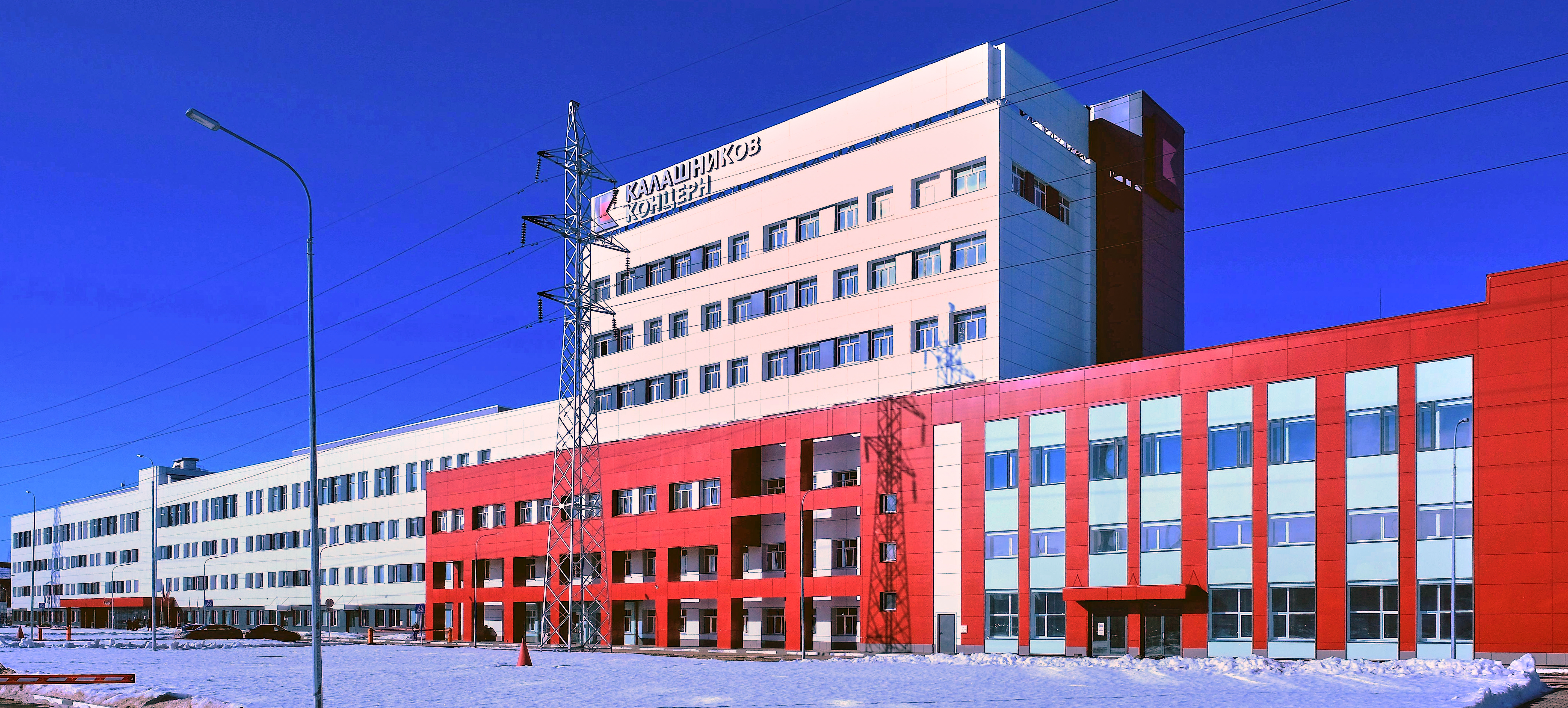

칼라시니코프 콘체른(러시아어: Конце́рн Кала́шников, Kalashnikov Concern)은 러시아의 군수산업 제조 콘체른이자 주식회사이다. 본사는 우드무르트 공화국의 러시아의 공화국 이젭스크와 수도 모스크바에 위치해 있다. 이 콘체른은 돌격소총, 저격소총, 지정사수소총, 기관총, 분대 자동 화기, 소총, 산탄총, 그리고 무인 차량, 군사용 로봇 등의 기타 정확도 무기들을 설계하고 생산한다.
러시아의 모든 소형 화기의 약 95%를 생산하며 전 세계 27개국 이상에 공급하는 러시아 최대의 화기 제조사이다. 저명한 제품으로는 칼라시니코프 소총, 칼라시니코프 경기관총, 경기관총 시리즈, 드라구노프 저격소총 반자동 저격소총, SKS 반자동 기총, 마카로프 피스톨, 사이가-12 산탄총, 기관단총 Vityaz-SN, PP-19 Bizon이 있다.